# マウス (テレビドラマ)
『マウス』（韓国語：마우스）は2021年3月3日から5月19日までtvNで放送された大韓民国のテレビドラマである。日本では、同年9月よりMnetにて放送される。
日本で発売されているDVD及びU-NEXTの配信、WOWOWでの放送では『マウス～ある殺人者の系譜～』（マウス あるさつじんしゃのけいふ）というタイトルが付けられている。

## 出演

### 主要人物
チョン・バルム：イ・スンギ
正義感溢れる交番の新人巡査。
コ・ムチ：イ・ヒジュン
強力チーム内の暴力刑事。
チェ・ホンジュ：キョン・スジン
時事・教養プロデューサー。
オ・ボンイ：パク・ジュヒョン
祖母と2人きりで暮らす、トラブルメーカーの高校生。

### 周辺人物
ハン・ソジュン：アン・ジェウク
脳神経外科のスタードクター。
ソン・ジウン：キム・ジョンナン
ソジュンの妻。
ソン・ヨハン：クォン・ファウン
ソン・ジウンの息子。病院のレジデント。
ダニエル・リー：チョ・ジェユン
遺伝学の博士。
キム・ガドナン：キム・ヨンオク
オ・ボンイの祖母。
コ・ムウォン：キム・ヨンジェ
コ・ムチの兄。神父。
ナ・チググ：イ・ソジュン
チョン・バルムの友人。刑務官。
ク・ドング：ウ・ジヒョン
チョン・バルムの友人。
シン・サン：P.O
コ・ムチの後輩刑事。
パク・ドゥソク：アン・ネサン
辛い過去を持つ刑事。